# لاس كويرلاس
بلدية لاس كويرلاس (بالإسبانية: Las Cuerlas) هي بلدية تقع في مقاطعة سرقسطة التابعة لمنطقة أراغون شمال شرق إسبانيا.

## الديموغرافيا
بلغ عدد سكان بلدية لاس كويرلاس 62 نسمة عام 2011 (وفقاً للمعهد الوطني الإسباني للإحصاء).
| 103 | 97 | 95 | 95 | 75 | 68 | 62 |